# Xysticus humilis
Xysticus humilis es una especie de araña cangrejo del género Xysticus, familia Thomisidae. Fue descrita científicamente por Redner & Dondale, 1966.

## Distribución geográfica
Habita en los Estados Unidos.